# Miradolo Terme
Miradolo Terme – miejscowość i gmina we Włoszech, w regionie Lombardia, w prowincji Pawia.
Według danych na rok 2004 gminę zamieszkiwało 3177 osób, 353 os./km².